# Turistická značená trasa 0857
 Turistická značená trasa č. 0857 měří 18,7 km a spojuje obec Podsuchou s městskou částí Ružomberku – Novou Černovou v pohoří Velká Fatra na Slovensku.

## Průběh trasy
Trasa stoupá z obce podsuchá dlouhou dolinou Nižné Matejkovo (v jejím závěru až prudce) do Vyšného Šiprúnského sedla pod vrcholem Šiprúň. Po bočním hřebenu pak pokračuje pod vrcholem Vtáčnik na vrchol Tlstá hora. Odtud klesá do Nové Černové, městské části Ružomberku.
| Km   | Místo                     | Navazující a křižující trasy | Souřadnice                       | Nadm. výška  |
| ---- | ------------------------- | ---------------------------- | -------------------------------- | ------------ |
| 0,0  | Podsuchá                  | 2705                         | 48°59′29″ s. š., 19°16′55″ v. d. | 569 m n. m.  |
| 7,9  | Vyšné Šiprúnske sedlo     | 5600                         | 49°1′46″ s. š., 19°13′29″ v. d.  | 1385 m n. m. |
| +0,2 | odbočka na Šiprúň         | 0857V                        | 49°1′25″ s. š., 19°13′45″ v. d.  | 1461 m n. m. |
| 8,2  | Nižné Šiprúňské sedlo     | 5600                         | 49°1′51″ s. š., 19°13′14″ v. d.  | 1327 m n. m. |
| 9,6  | Chabzdová                 | 8601, 2704                   | 49°2′31″ s. š., 19°13′8″ v. d.   | 1180 m n. m. |
| 13,7 | Tlstá hora                |                              | 49°4′29″ s. š., 19°13′34″ v. d.  | 1208 m n. m. |
| 18,7 | Ružomberok - Nová Černová |                              | 49°5′16″ s. š., 19°16′13″ v. d.  | 470 m n. m.  |

## Galerie

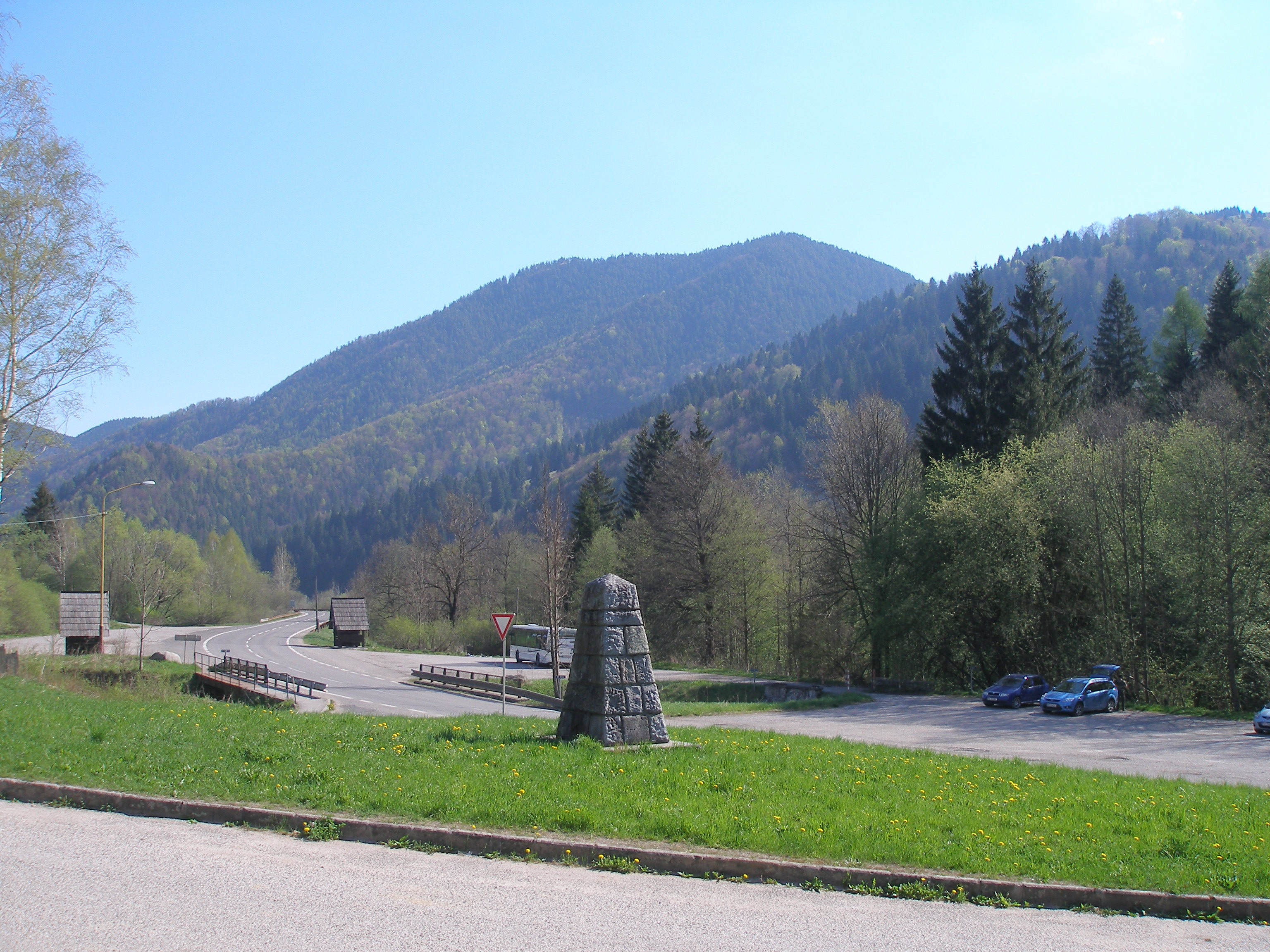
Podsuchá
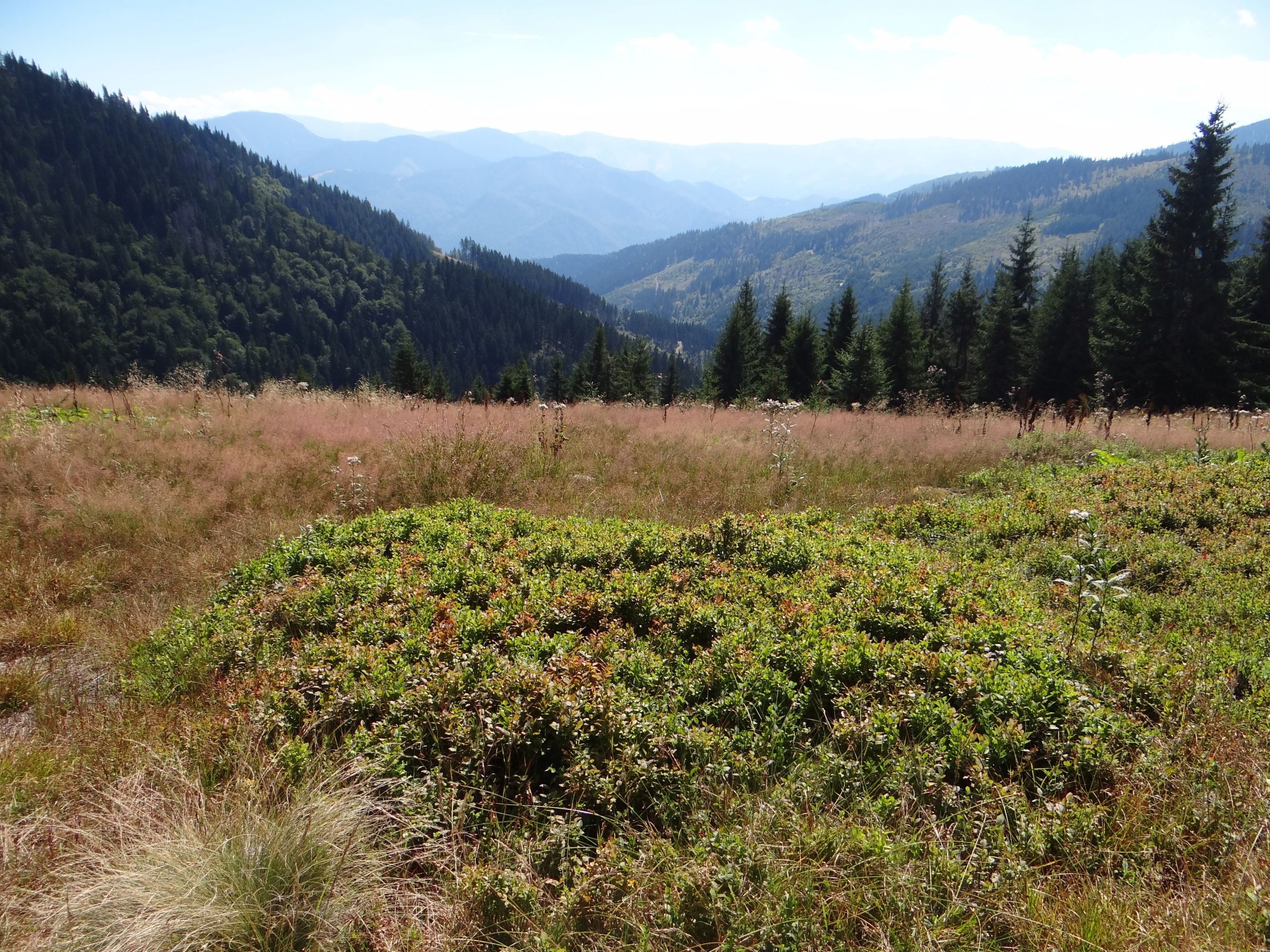
vyhlídka Nižné Matejkovo
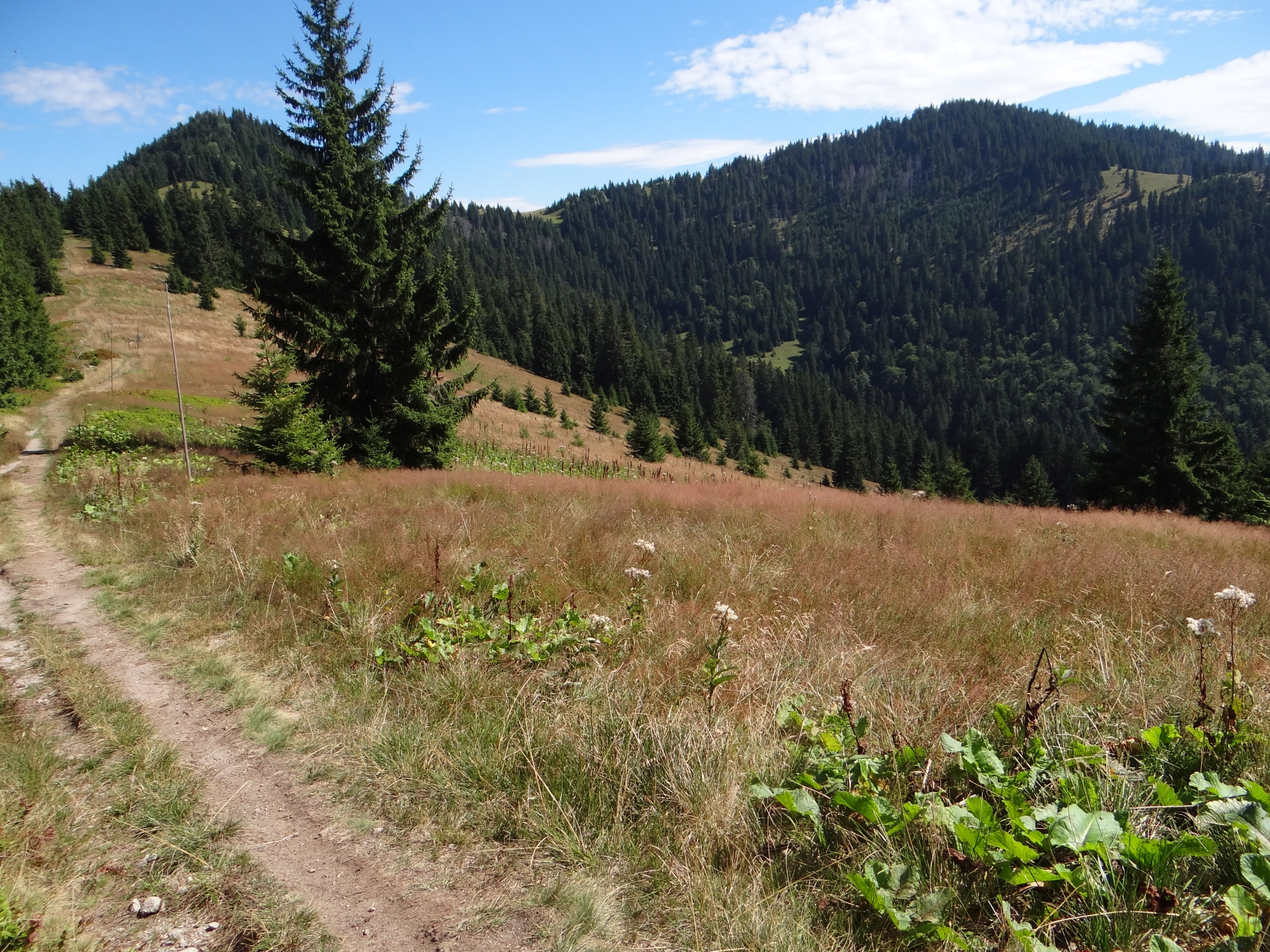
Šiprúň
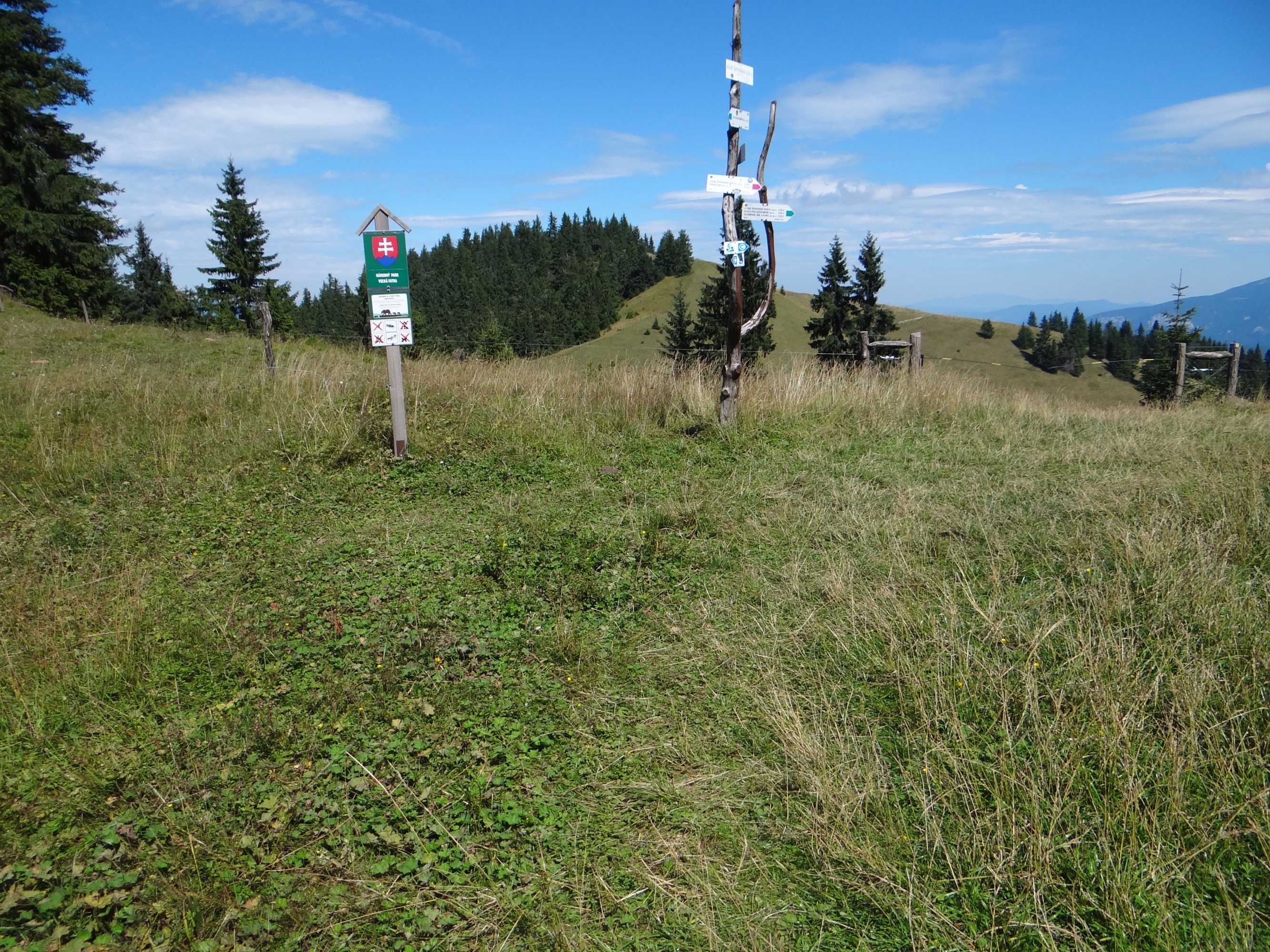
Nižné Šiprúnske sedlo
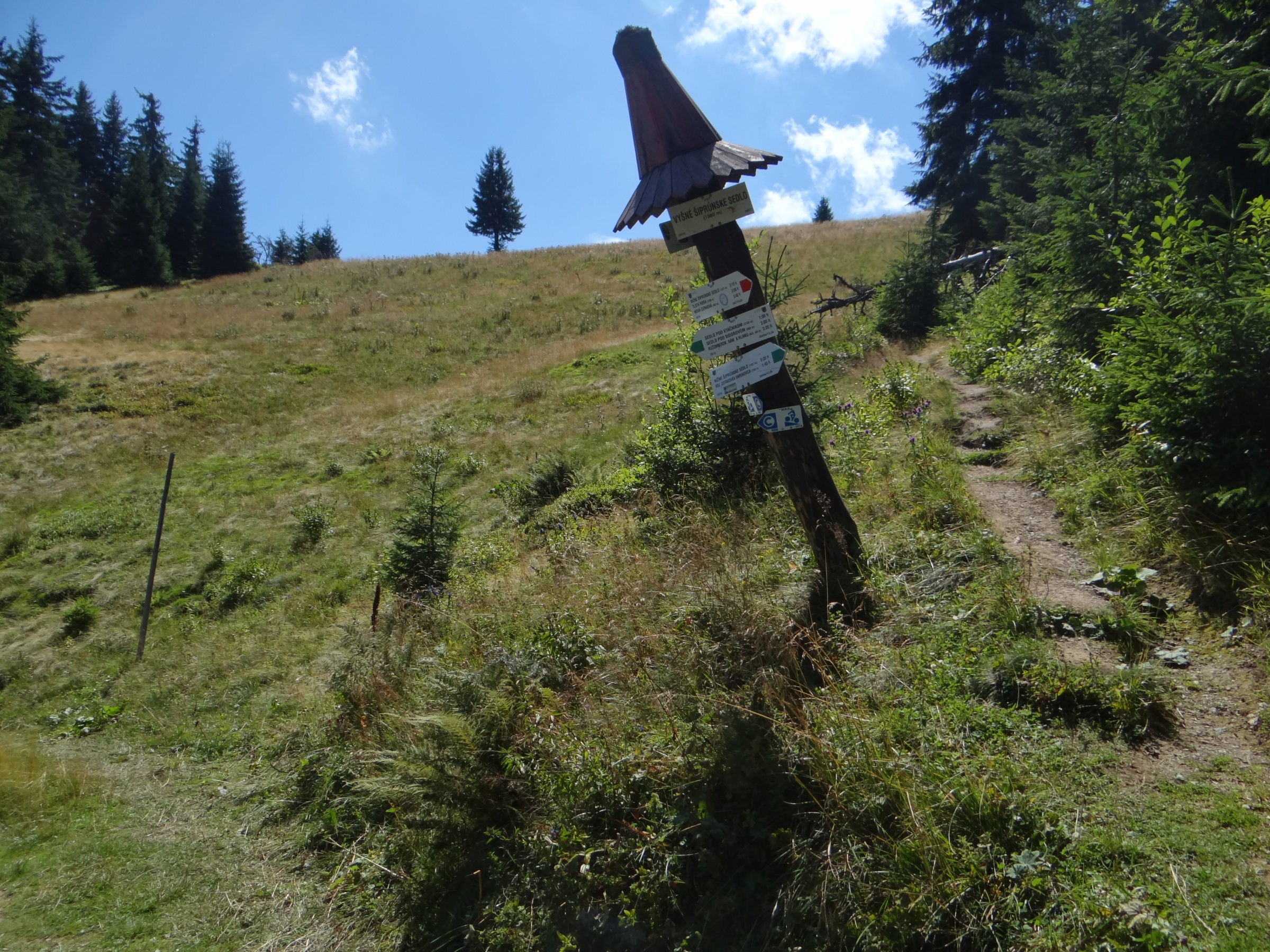
Vyšné Šiprúnske sedlo
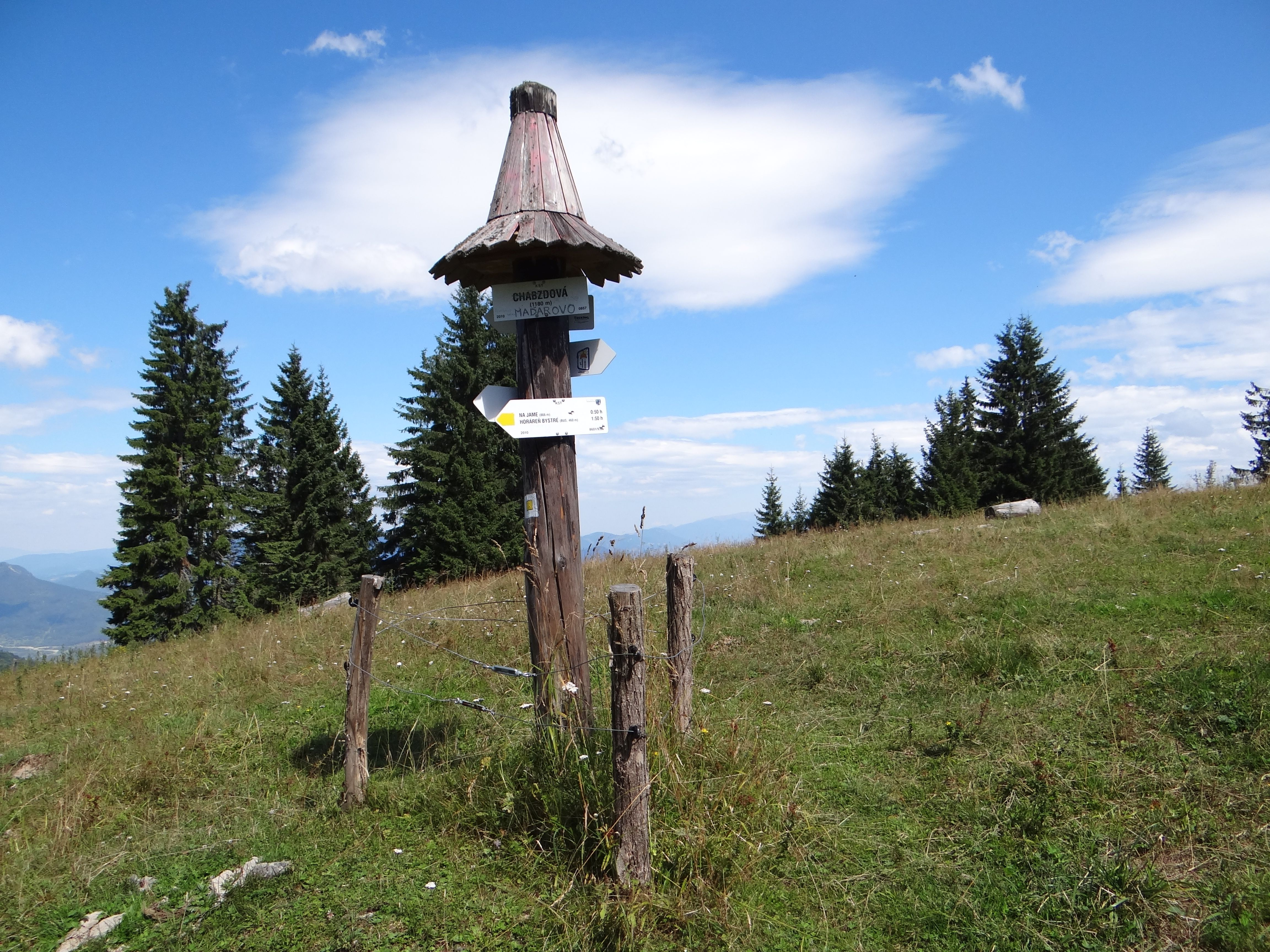
Chabzdová
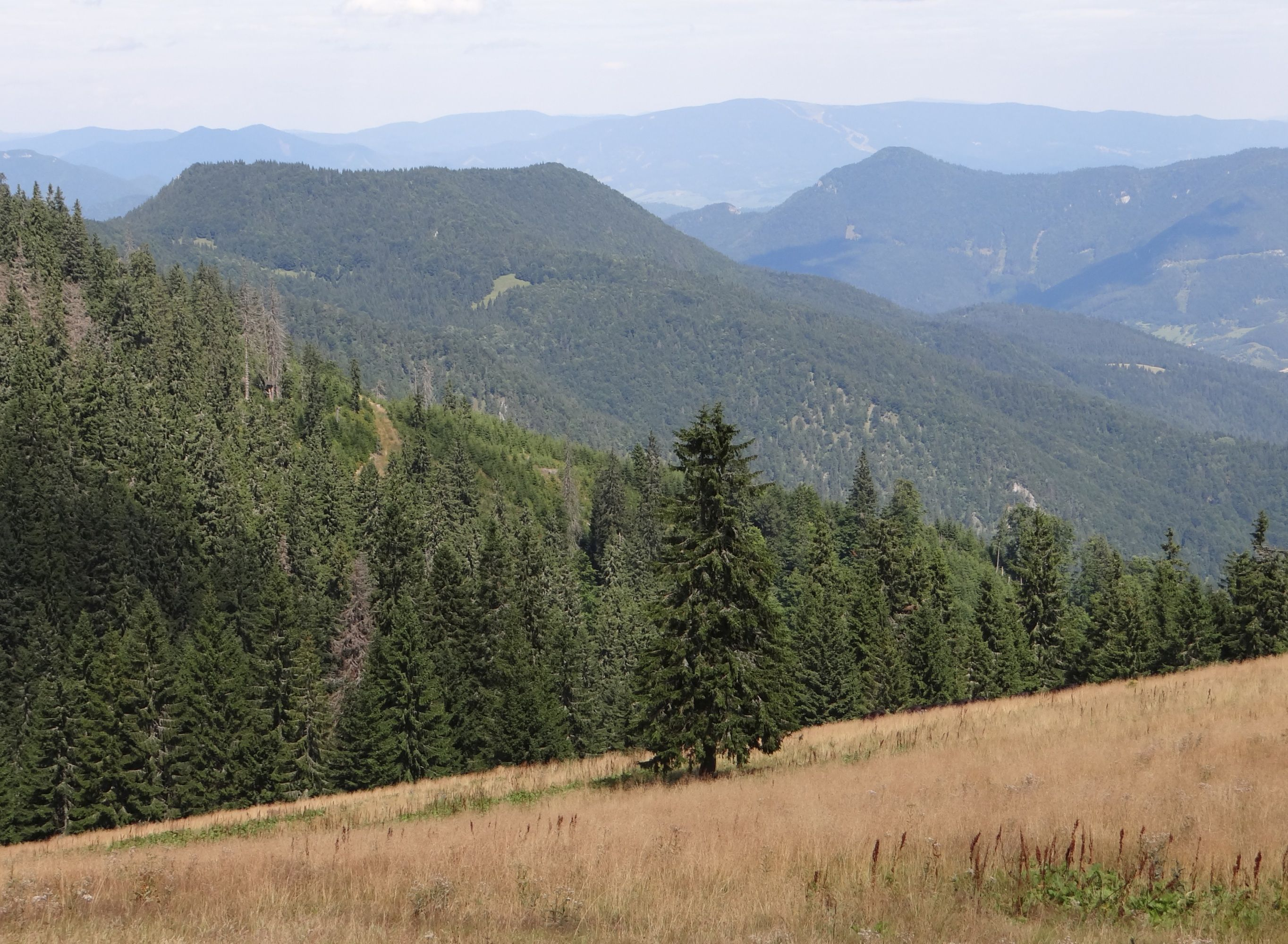
Tlstá hora